# Cinnamomum verum
De ceylonkaneelboom of echte kaneelboom (Cinnamomum verum) is een boom uit het geslacht Cinnamomum. De gedroogde bast van Cinnamom verum is het hoofdingrediënt van de specerij kaneel. De soort staat op de Rode Lijst van de IUCN geklasseerd als 'kwetsbaar'.